# Ceuthobotys penai
Ceuthobotys penai is een vlinder van de familie van de grasmotten (Crambidae). De wetenschappelijke naam van deze soort is voor het eerst voorgesteld door Eugene Gordon Munroe in een publicatie uit 1978.
De soort komt voor in Peru.